# Ki Do-hoon
Ki Do-hoon (en hangul: 기도훈; Gwangju, 5 de abril de 1995) es un actor y modelo surcoreano. Es conocido por su aparición en las series de televisión coreana Love Alarm (2021) y Jinx's Lover (2022).
 

## Biografía
Se graduó en Licenciatura en Radiodifusión y Entretenimiento.

## Carrera
Inicialmente comenzó como modelo para "ESteem Model Management"  sin embargo desde el 2016, es miembro de la agencia "SM Entertainment" (como actor)
En julio del 2017, se unió al elenco recurrente de la serie The King in Love, donde dio vida al personaje Jang-ui, el guardaespaldas de Wang Won (Im Si-wan).
En febrero del 2018, se unió al elenco recurrente de la serie Should We Kiss First?, donde interpretó a Yeo Ha-min, un barista que no puede oír.
En junio del 2019, se unió al elenco recurrente de la primera temporada de la serie Arthdal Chronicles, donde dio vida al personaje Yang-cha, un joven guerrero de las Fuerzas Daekan y experto en el uso de las armas de bronce, que usa una máscara sobre su boca, ya que está cumpliendo un castigo de silencio por algo que sucedió en el pasado, hasta el final de la serie en julio del mismo año.
El 21 de octubre del mismo año, se unió al elenco de la serie Catch the Ghost, donde interpretó a Kim Woo-hyeok, un oficial de la policía, hasta el final de la serie el 10 de diciembre del mismo año.
El 28 de marzo del 2020, se unió al elenco recurrente de la serie I've Returned After One Marriage (también conocida como "I Have Been There Once"), donde representó a Park Hyo-shin, un trabajador de medio tiempo en "Song's Chicken" y exjugador de Judo que se vuelve en el interés romántico de la divorciada Song Ga-hee (Oh Yoon-ah), hasta el final de la serie el 13 de septiembre del mismo año.
En marzo de 2021, se unió al elenco recurrente de la segunda temporada de la serie Love Alarm, donde interpretará a Brian Chun, el responsable de desarrollar la famosa aplicación "Love Alarm".
El 26 de marzo del mismo año, se unió también al elenco principal de la serie Scripting Your Destiny (también conocida como "Writing Your Fate"), donde dio vida al personaje Shin Ho-yoon, el dios del destino encargado de escribir la vida de los humanos.

## Filmografía

### Series de televisión
| Año  | Título                                                             | Personaje            | Notas                     |
| ---- | ------------------------------------------------------------------ | -------------------- | ------------------------- |
| 2023 | Queenmaker                                                         | Yoon Dong-joo        | [ 14 ]                    |
| 2022 | Jinx's Lover                                                       | Seon Min-joon        | 16 episodios              |
| 2021 | Scripting Your Destiny                                             | Shin Ho-yoon         | 10 episodios              |
| 2021 | Love Alarm 2                                                       | Brian Chun           | 6 episodios               |
| 2020 | I've Returned After One Marriage                                   | Park Hyo-shin        | 100 episodios             |
| 2019 | Catch the Ghost                                                    | Kim Woo-hyeok        | 16 episodios              |
| 2019 | Arthdal Chronicles Part 3: The Prelude To All Legends              | Yang-cha             | 6 episodios               |
| 2019 | Arthdal Chronicles Part 2: The Sky Turning Inside Out, Rising Land | Yang-cha             | 6 episodios               |
| 2019 | Arthdal Chronicles Part 1: The Children of Prophecy                | Yang-cha             | 6 episodios               |
| 2018 | Dae Jang Geum Is Watching                                          | Cliente en la Tienda |                           |
| 2017 | Should We Kiss First?                                              | Yeo Ha-min           | [ 17 ]                    |
| 2017 | The King in Love                                                   | Jang-ui              |                           |
| 2017 | Drama Special Season 8: Slow                                       | Jung Hee-min         | 1 episodio                |
| 2016 | The Success Story of Novice Shaman Gong                            | Nam Seong-hyeon      | 5 episodios - (serie web) |
| 2016 | 에브리데이 뉴페이스                                                |                      | (serie web)               |

### Películas
| Año  | Título       | Personaje   | Notas |
| ---- | ------------ | ----------- | --- |
| 2015 | C'est Si Bon | Kim Se-hwan | junto a Jung Woo, Kim Yoon-seok, Lee Dae-yeon, Han Hyo-joo, Kang Ha-neul, Jin Goo, Kim Mi-kyung y Ahn Jae-hong |

### Programas de variedades
| Año  | Título                         | Notas                    |
| ---- | ------------------------------ | ------------------------ |
| 2020 | Law of the Jungle – Zero Point | (ep. #423-426) - miembro |
| 2020 | Knowing Bros (Ask Us Anything) | invitado                 |

### Revistas / sesiones fotográficas
| Año  | Título              | Notas               |
| ---- | ------------------- | ------------------- |
| 2021 | Dazed Magazine      | junto a Jeon So-nee |
| -    | L'Officiel Magazine |                     |
| -    | Grazia Magazine     |                     |